# Heróstrato

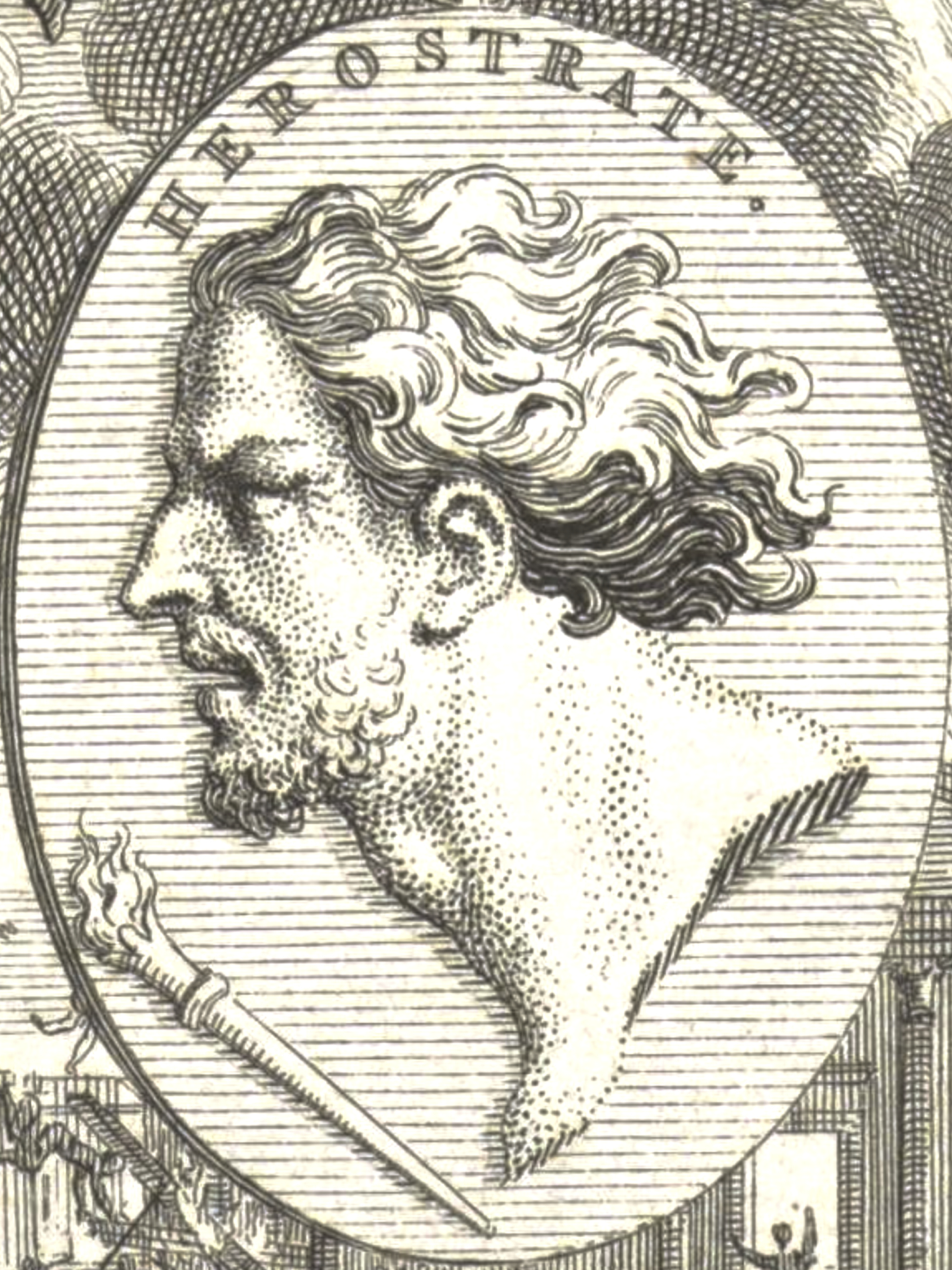
Gravura de Heróstrato, c. séc. XVII/XVIII

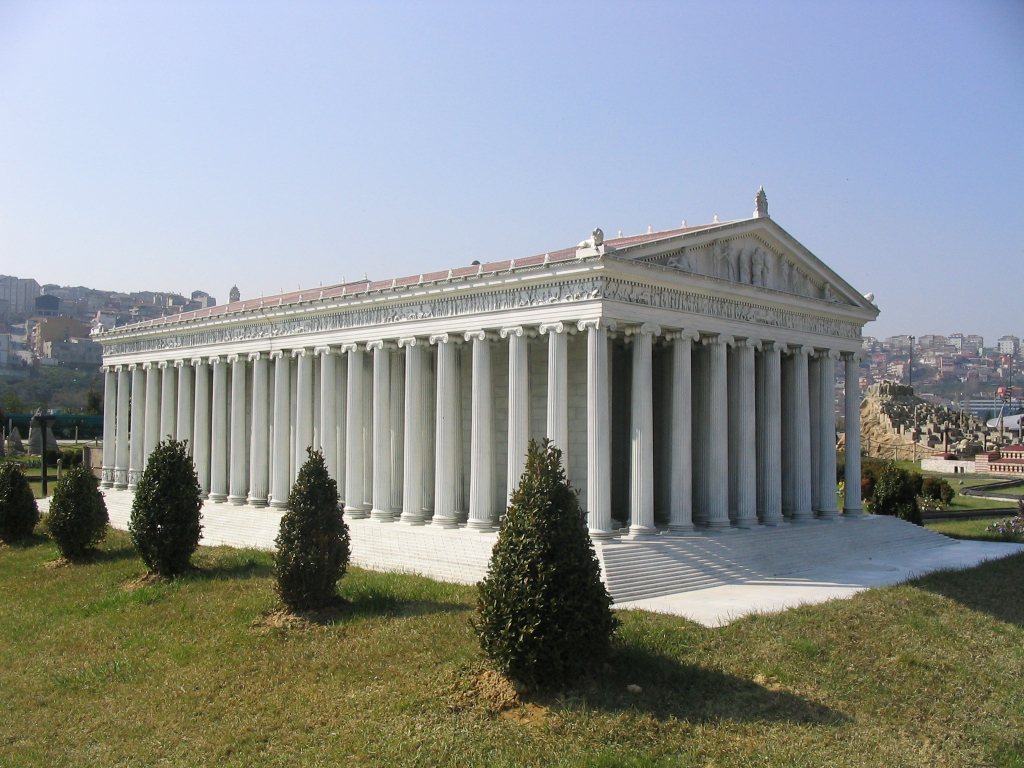
Modelo do templo de Ártemis no Éfeso

Heróstrato (em grego Ἡρόστρατος) foi um incendiário grego, responsável pela destruição do templo de Ártemis em Éfeso, na atual Turquia, considerado uma das Sete Maravilhas da Antiguidade, na noite de 21 de julho do ano 356 a.C. com objetivo de ser lembrado pela posteridade.
O templo, construído em mármore, era considerado um dos mais belos do mundo à época dentre cerca de 30 santuários construídos pelos gregos para honrar a sua deusa da caça, da vida selvagem e do nascimento. Tinha 91 metros de comprimento por 45 metros de largura.
De acordo com a história, o único desejo de Heróstrato era conseguir fama a qualquer preço. Disse Valério Máximo: "Descobriu-se que um homem havia planejado incendiar o templo de Ártemis em Éfeso, de maneira que pela destruição do mais belo dos monumentos, seu nome seria conhecido no mundo inteiro". Longe de tentar furtar-se à responsabilidade de seu ato enlouquecido, Heróstrato alegou com orgulho o seu feito, para imortalizar seu nome na história. Para que futuros aventureiros fossem desencorajados, as autoridades não apenas executaram Heróstrato como também o condenaram a uma posteridade obscura, mediante a proibição da menção ao seu nome pelas gerações futuras sob a ameaça da execução. Isso, porém, não impediu que Heróstrato atingisse sua meta, pois o historiador Teopompo veio a registrar o acontecimento, com o quê perpetuou o incendiário nos anais da história.

## Síndrome de Heróstrato
Síndrome de Heróstrato é um termo usado para descrever terroristas que perpetuaram atos hediondos com o objetivo de ser lembrados. Alguns psicólogos identificam o desejo por grande infâmia como importante motivação nos discursos terroristas, como massacres nas escolas e jihads, e defendem a necessidade de dar menos visibilidade na mídia aos autores de genocídios para evitar novos casos.